# Londinium

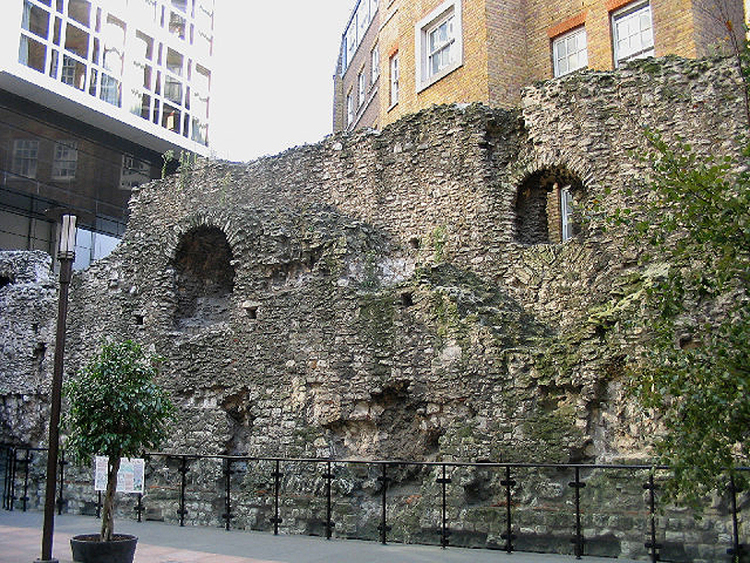
Fragment al zidului roman din Londra.

Londinium în anul 400.

Londinium, aflat la originea orașului Londra, capitala Regatului Unit, a fost fondat de romani prin anul 43. A devenit repede capitala Britanniei romane și a servit de mare centru imperial până când a fost abandonat în secolul al V-lea.

## Origini
Londinium este un oraș fondat de romani, în urma invaziei din anul 43, condusă de Claudius, deși arheologii sunt de părere că data mai exactă a fondării orașului este prin anul 50, când orașul a devenit colonie civilă sau civitas.
Deși este admis că orașul era o colonie civilă, unele dovezi slabe admit că a existat acolo o fortăreață romană. Săpăturile arheologice realizate de muzeul din Londra după 1970 nu reușesc să demonstreze o urmă militară pe sit, încât numeroși arheologi cred de acum că fondarea așezării Londinium a rezultat dintr-o antrepriză privată, orașul fiind un loc ideal pentru a permite comerțul.

## Etimologie
Numele Londinium, atestat din secolul I în Annales ale istoricului Tacitus, este considerat ca fiind anterior epocii romane (poate chiar anterior celților), în consecință este dificil să se determine semnificația toponimului. Romanii aveau obiceiul să preia numele preexistente pentru noile lor orașe. O teorie comună admite că acest nume derivă din celtică Londinion, care derivă la rândul său din Londinos, provenind din adjectivul londo-, care semnifică „sălbatic” (cf. vechiul cuvânt irlandez lond).
Inscripțiile descoperite de arheologi confirmă faptul că limba oficială a localității era latina, deși pare sigur că populația locală continua să se exprime în celtică.

## Localizare
Cetatea Londinium acoperea o suprafață relativ modestă: în jur de 1,4 km², totul inclus în limitele actualei City of London.

## Articole conexe
- Zidul Londrei

## Legături externe
- en  Roman London – From Roman London, History of World Cities
- en  Roman London Arhivat în 13 decembrie 2010, la Wayback Machine. – From Britannia.com
- en  Informații despre Londinium din epoca romană
- en  The eastern cemetery of Roman London: excavations 1983–1990 Arhivat în 3 august 2020, la Wayback Machine. Museum of London Archive